# ماریا چبوتاری
ماریا چبوتاری (رومانیایی: Maria Cebotari؛ ۱۰ فوریه ۱۹۱۰ – ۹ ژوئن ۱۹۴۹) با نام‌خانوادگیِ اصلی چوبوتارو، خوانندهٔ سوپرانوی اپرا و بازیگر نام‌آور رومانیایی-اتریشی و یکی از بزرگترین ستارگان اپرا در آلمان در دهه‌های ۱۹۳۰ و ۱۹۴۰ میلادی بود. وی بین سال‌های ۱۹۳۱ تا ۱۹۴۹ میلادی فعالیت می‌کرد.
بنیامینو جییی صدای او را یکی از بهترین صداهای زنانه‌ای که تاکنون شنیده بود، می‌دانست. ماریا کالاس را با وی مقایسه کرده‌اند و آنجلا گورگیو وی را یکی از هنرمندان محبوب و موردِ تحسینِ خود قلمداد می‌نمود.
مراسم تشییع جنازهٔ وی در تاریخ شهر وین، یکی از باشکوه‌ترین جلوه‌های عشق و احترامی بود که یک هنرمند فقید ممکن است به خود ببیند و صدها هزار نفر در آن شرکت کردند.
در زمینهٔ خوانندگی اپرا، وی تمرکز خود را بیشتر بر روی چهار موسیقی‌دان و آهنگساز - ولفگانگ آمادئوس موتسارت، ریشارد اشتراوس، جوزپه وردی و جاکومو پوچینی - گذاشته بود. او صدایی «چندمنظوره» داشت؛ به نحوی که به‌عنوان مثال، در یک فصل هنری در اجراهای اپرای عروسی فیگارو در دو نقش «کُنتس آلماویوا» و «سوزانا» و در اپرای لا تراویاتا در دو نقش «ویولتا» و «سالومه» خوانندگی و بازی می‌کرد.
از فیلم‌هایی که وی در آن نقش داشته‌است، می‌توان به جوزپه وردی، ترانه مادر، عاشقم باش، آلفردو! و اودسا در میان شعله‌ها اشاره کرد.